# 摩突羅國
摩突羅國（羅馬化：Madhurā），又作摩度羅、摩偷羅、摩頭羅、秣菟羅，今世也譯作馬土臘、馬圖拉，意譯孔雀城、三雀城、美蜜城、密蓋，印度古國，位於今朱木那河（Jumna）西南一帶。首都摩突羅城，又名秣菟羅城，位於今印度马图拉南方。城旁有跋提河。

## 歷史
釋迦牟尼佛的時代，摩突羅國為阿利安人建立的城市國家，為當時十六大國之一戍洛西那國的首都。在佛滅後，逐漸成為佛教西方的重鎮，優波鞠多出身於此。是盛極一時的文化中心，後來成為迦膩色迦王的南方之都。